# Iraota timoleon
Iraota timoleon là một loài bướm xanh được tìm thấy ở châu Á.

## Mô tả
Con đực. Phần trên. Cánh trước màu đen, hai phần ba cơ bản của khu vực phía dưới của cánh màu xanh kim loại đậm, mức độ khác nhau ở các mẫu vật khác nhau. Mặt sau cũng có màu đen, đĩa màu xanh kim loại đậm cũng khác nhau về mức độ, vùng rìa bụng nhạt màu, một mảng nền tuyến giữa các tĩnh mạch 7 và 8; đuôi màu đen, có thêm màu trắng. Lông mao của cả hai cánh màu đen, điểm xuyết màu trắng. Mặt dưới màu nâu sô cô la đen loang lổ, nhạt màu từng phần. Nhìn thấy trước một vệt bạc hình câu lạc bộ dần dần hình thành trong phòng giam, chạm vào dây thần kinh phụ, vươn ra ngoài một chút giữa phòng giam, một điểm bạc tròn ở cuối phòng giam, một chuỗi hình đĩa có bốn đốm thẳng hàng. theo cặp, hai dòng trên bên dưới chi phí, hai dòng còn lại ở giữa đĩa, phần trên và phần dưới của cánh nhạt màu hơn phần tâm. Cánh sau với một dải màu bạc rất nổi bật, có hình dạng kỳ lạ, kéo dài từ phần gốc, nơi nó hẹp, đột ngột mở rộng, có một điểm hướng lên và một thùy hướng xuống, sau đó thu hẹp một phần và quay lên trên và mở rộng thành một thùy lớn gần giữa chi phí; một đốm bạc nhỏ bên dưới dải, hai đường góc cạnh, cong ra bên ngoài, không rõ ràng màu trắng nhạt, từ rìa bụng ngang qua cánh, trước và sau giữa, các đường màu trắng không rõ ràng ở đầu cuối và đầu cuối phụ, các đường màu trắng nhạt, thùy hậu môn màu đen, với một lông dài đuôi, màu đen điểm xuyết màu trắng ở cuối gân trong. Ăng-ten màu đen, đầu nhọn màu đỏ cam; đầu và thân đen ở trên, nâu ở dưới; palpi bên dưới màu trắng, mắt có vành trắng.

Con cái. Mặt trên có nhiều màu khác nhau từ nâu tía đến xanh lam sáng chói, với viền đen, chiều rộng thay đổi rất nhiều trong các mẫu vật khác nhau. Mặt dưới giống con đực, nhưng tất cả các vạch to và nổi rõ hơn, đuôi hình sợi cỡ trung bình ở cuối gân 2, ngoài ra còn có đuôi ở thùy hậu môn.— Charles Swinhoe, Lepidoptera Indica. Vol. VIII

## Phân loài
- Iraota timoleon arsaces (Fruhstorfer, 1907) (nam Ấn Độ - Madhya Pradesh đến Kerala)[4]
- Iraota timoleon timoleon (Stoll, 1790) (Quần đảo Andaman và Nicobar, Odisha, Uttarakhand đến Đông Bắc Ấn Độ, Nam Trung Quốc)[1][4]
- Iraota timoleon nicevillei (Butler, 1901) (Sri Lanka)[1]
- Iraota timoleon wickii (Eliot, 1980) (Malaysia)[1]

## Tiểu sử

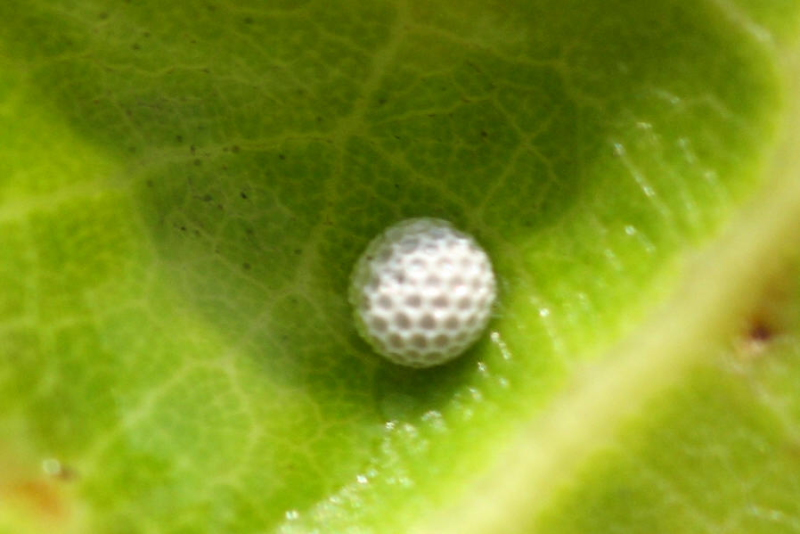
Trứng
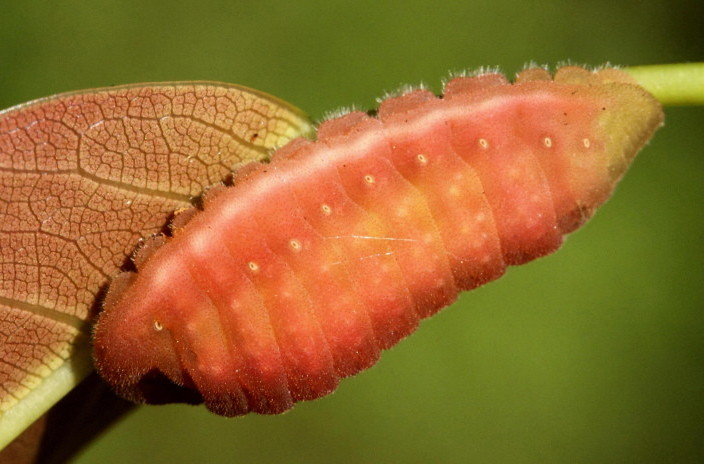
Ấu trùng
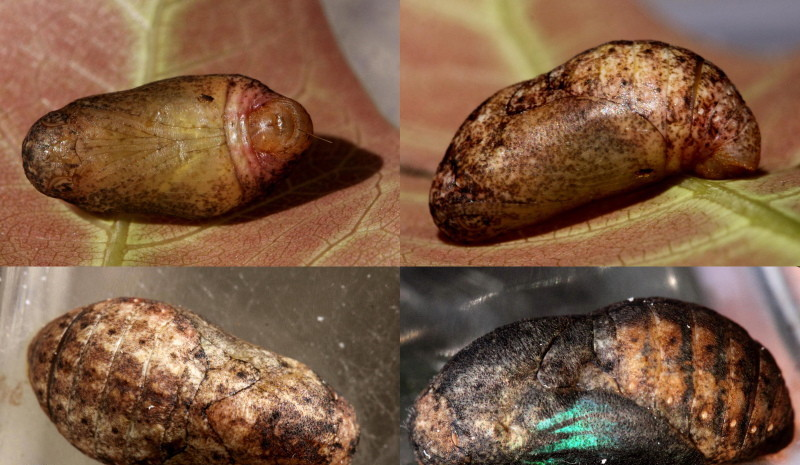
Nhộng
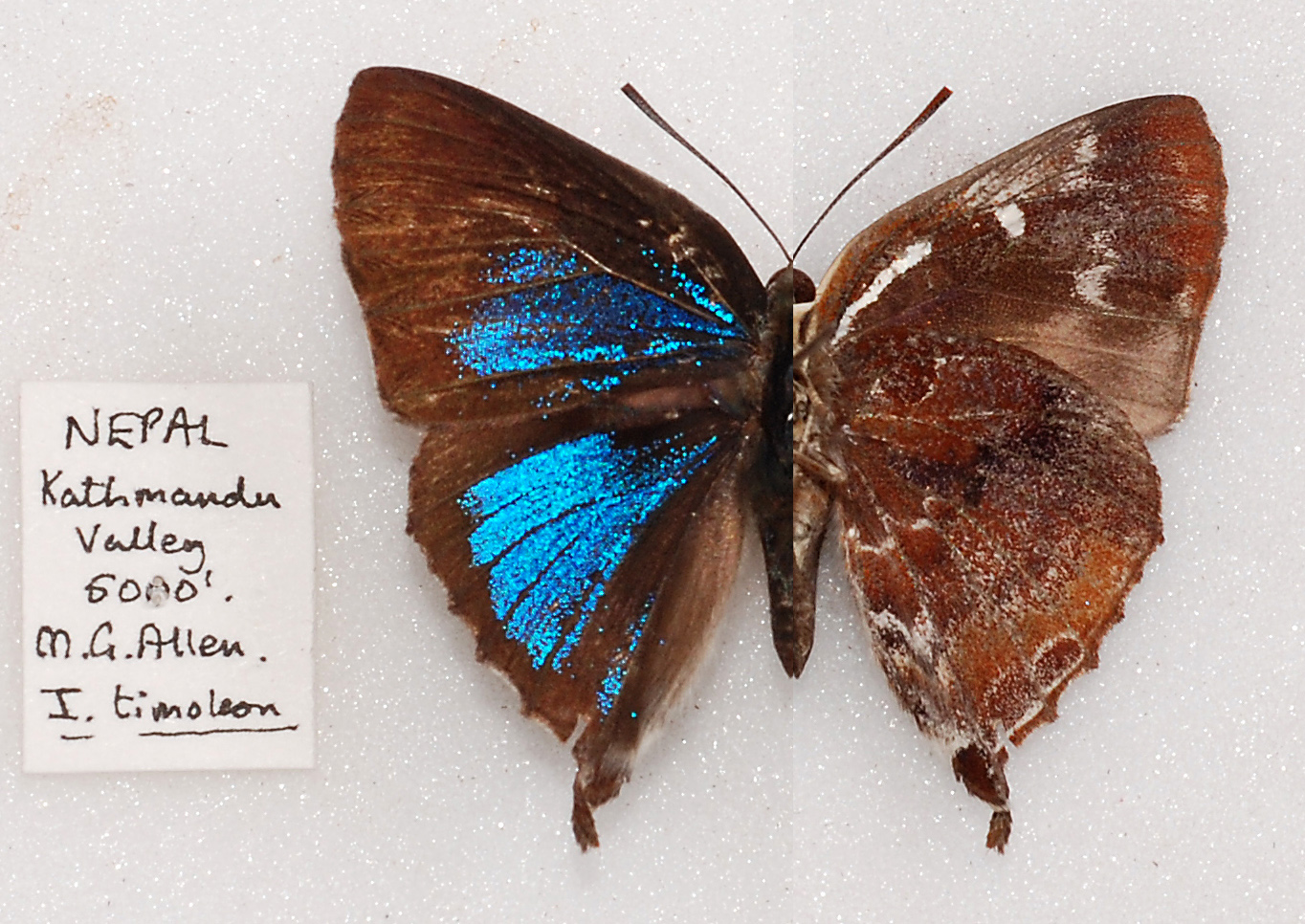
Hình ảnh tổng hợp của một con đực đến từ Nepal
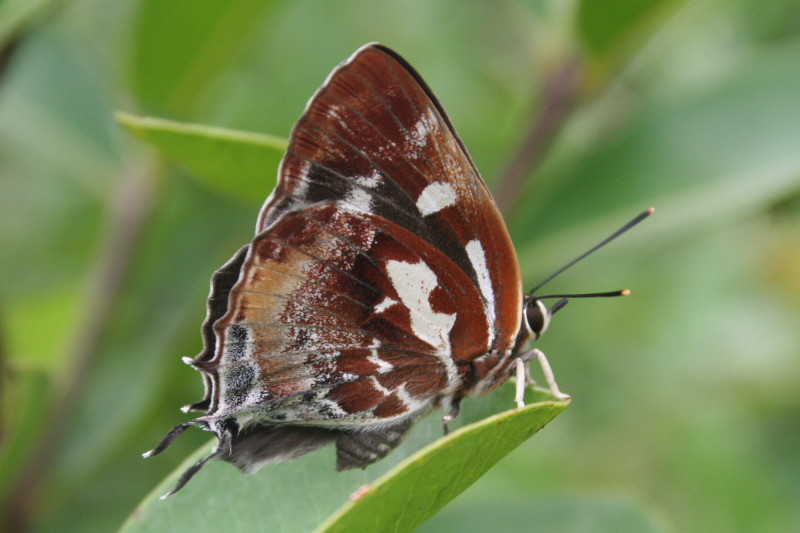
Vùng bụng